# Peter Beckert
Peter Beckert (* 27. Januar 1927 als Ralf Gunther Peter Beckert in Dresden; † 17. April 1988 in Radebeul) war ein deutscher Puppenspieler, Puppengestalter, Autor und Theaterregisseur.

## Leben
Peter Beckert wuchs als Sohn der Eheleute Hugo Beckert, Kunstglaser aus Freiberg und Martha Beckert, geb. Kaiser, in Dresden auf.
Nach dem Besuch der Volksschule und der Mittelschule schloss er 1943 die Schule mit der Mittleren Reifeprüfung ab und begann eine Ausbildung bei der Deutschen Post. 1944 wurde Peter Beckert zum Kriegsdienst einberufen. 1945 wurde er in Holland schwer verwundet und kam in Gefangenschaft in Ostfriesland. Im Dezember 1945 kehrte er aus dem Krieg in seine Heimatstadt Dresden zurück. Dort setzte er seine Ausbildung bei der Deutschen Post fort, schloss diese mit der Verwaltungsprüfung für den gehobenen Fernmeldedienst ab und arbeitete ab 1948 in verschiedenen Dienststellen des Fernmeldeamtes Dresden. Parallel zu seiner Arbeit im Fernmeldeamt absolvierte Peter Beckert eine umfangreiche Ausbildung als Puppenspieler. Dem von jeher starken Drang nach künstlerischer Betätigung folgend, nahm er ab 1948 nebenberuflich Schauspielunterricht bei Hans Finohr sowie Unterricht im Zeichnen, Malen und Modellieren bei der Bildhauerin Etha Richter, bei dem Maler und Plastiker Gustav Schmidt und bei dem Maler und Illustrator Josef Hegenbarth. Ab 1952 nahm er ein Engagement am Staatlichen Puppenspieltheater Dresden an und war Mitbegründer dieser Institution. Er begann gleichzeitig zu seiner Arbeit am Puppentheater eine kontinuierliche Aus- und Weiterbildung für Puppenspiel und Theaterregie und erhielt 1968 vom Ministerium für Kultur die Bühnenreife zuerkannt.
Peter Beckert heiratete 1960 die Schauspielerin und Puppenspielerin Käte Beckert, geb. Türke. Beide haben in vielen Inszenierungen zusammengearbeitet. 1967 kam ihr gemeinsamer Sohn Philipp Beckert zur Welt.

## Werk
Peter Beckert hat das Puppenspiel der DDR entscheidend mitgeprägt. Er spielte in 51 Inszenierungen in den für ihn charakteristischen Mehrfachbesetzungen und agierte in einem Stück meist in 2–3 Rollen gleichzeitig. Er hat Puppentheaterfiguren erschaffen, Stücke selbst und in unverwechselbarem Stil  aufgeführt. Peter Beckert wurde für sein außerordentlich expressives und facettenreiches Puppenspiel von der lokalen und internationalen Kollegenschaft sehr geschätzt. Zu seinen engen Kollegen gehörten die Puppenspieler und Regisseure Carl Schröder, Paul Hölzig, Rüdiger Kollar und Maria Käppler, die Bühnenbildner Achim Freyer und Andreas Reinhardt, der Liedermacher Dieter Beckert, und andere.
Für eine fachliche Weiterbildung hat sich Peter Beckert vom Puppentheater beurlauben lassen, um bei Fritz Gay das Schattentheater zu erlernen. Zurück im Staatlichen Puppentheater hat er diese neuen Darstellungsweisen in das Puppenspiel eingebaut, was seiner Zeit eine höchst innovative Verknüpfung von szenischen Elementen war. Einige Schattenspielinszenierungen von Fritz Gay, bei denen Peter Beckert als Spieler mitwirkte, entstanden dann direkt am Puppentheater Dresden.
Peter Beckert war bis zu seinem Tod 1988 Protagonist, engagierter Puppenspieler und Regisseur im Ensemble des Staatlichen Puppenspieltheater Dresden. In 15 eigenen Inszenierungen und Ausstattungen führten er das Ensemble zu Höchstleistungen, die ebenfalls im Ausland Beachtung fanden.
Peter Beckert erhielt etliche Preise und Auszeichnungen auf internationaler Ebene. Sein Werk wird von der Puppentheatersammlung Dresden der Staatlichen Kunstsammlung Dresden verwaltet.

## Sammlungen
- Puppentheatersammlung der Staatlichen Kunstsammlung Dresden (SKD)
- alle Objekte in der Datenbank der SKD mit Bezug zu Peter Beckert
- Portraitaufnahme von Peter Beckert (SKD)